# James McMurtry
James McMurtry (Fort Worth, 18 marzo 1962) è un cantautore, chitarrista e attore statunitense.
Nato in Texas, figlio dello scrittore Larry McMurtry, si trasferì con la famiglia a Leesburg dove si diplomò. Frequentò poi l'Università dell'Arizona a Tucson, salvo dopo aver terminato gli studi spostarsi di nuovo nel Texas ma a San Antonio. Qui, partecipò ad un concorso musicale dove risultò tra i sei vincitori. Grazie al fatto che il cantautore John Mellencamp all'epoca faceva parte del cast di un film tratto da un romanzo del padre gli inviò un demo tape.
Mellencamp aiutò McMurty nella produzione dell'album d'esordio Too Long in the Wasteland uscito nel 1989. Nel 1992 partecipò alla colonna sonora di Falling from Grace diretto dallo stesso Mellencamp nel supergruppo Buzzin' Cousins composto da Mellencamp, John Prine, Joe Ely e Dwight Yoakam.
Continuò con la carriera da solista pubblicando altri nove album, quello più apprezzato è stato Childish Things del 2005, vincitore del premio per la miglior canzone e per il miglior album dell'anno agli Americana Music Awards di Nashville. L'album, marcatamente politicizzato, contiene il brano We Can't Make It Here diretto contro la politica di George W. Bush ed al capitalismo di consumo. Il critico musicale Robert Christgau lo ha inserito al primo posto tra i brani usciti nel primo decennio del nuovo millennio.
Anche l'album successivo Just Us Kids ha seguito la falsariga di Childish Things con il brano Cheney's Tnoy, critico verso la figura di George W. Bush.
McMurtry ha recitato nel film Daisy Miller e nella serie tv Colomba solitaria.

## Discografia

### Album
- Too Long in the Wasteland (1989)
- Candyland (1992)
- Where'd You Hide the Body (1995)
- It Had to Happen (1997)
- Walk Between the Raindrops (1998)
- Saint Mary of the Woods (2002)
- Live In Aught-Three (2004)
- Childish Things (2005)
- Just Us Kids (2008)
- Live in Europe (2009)
- Complicated Game (2015)
- The Black Dog And The Wandering Boy (2025)